# Säbybrantens naturreservat
Säbybranten är ett naturreservat i Jönköpings kommun i Småland.
Området är skyddat sedan 2011 och är 33 hektar stort. Det är beläget 5 km västnordväst om Skärstads kyrka i en otillgänglig brant utmed E4:an, nära sjön Vätterns östra strand.

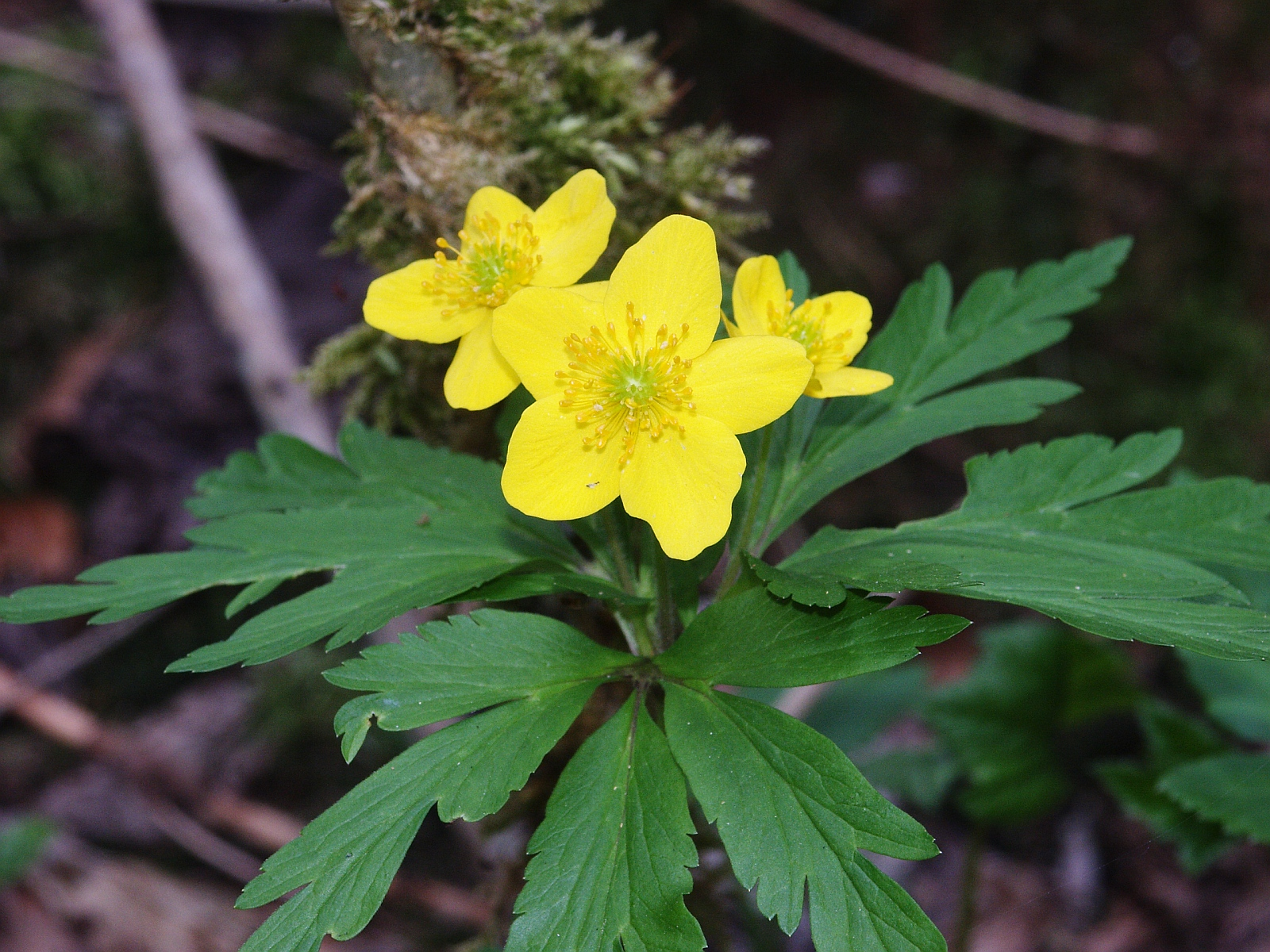
Gulsippa

Inga vägar leder in i reservatet som är delat i två olika områden. Det mindre utgörs av en 3,9 hektar stor skogbevuxen bergsplatå med mycket ek.  De resterande 29,5 hektar utgörs av en brant i väster ner mot Vättern med en höjdskillnad om 150 meter. I branterna växer tät barrblandskog men också tall och lövträd. Här finns flera riktigt gamla ekar och mängder av död ved. Helheten är en bra livsmiljö för olika mossarter. I reservatet växer gullpudra, svart trolldruva, vätteros och gulsippa.  